# Abdullah ibn Ja'far
Abdullah ibn Ja'far (arabiska: عبد الله بن جعفر), född 622 i Etiopien, död 699-709 i Medina, var en följeslagare till den islamiske profeten Muhammed (död 632). Han var befälhavare i Ali ibn Abi Talibs armé i slaget vid Siffin för Quraysh-stammens och klanerna Asads och Kinanas brigader, och vid det kriget förlorade han sin syn. Abdullah var även en pålitlig rådgivare för Ali och andra shiaimamer vid fred och krig. Han är en av de personer som använt sig av Ghadir-traditionen för att bevisa Alis ledarskap, och återberättat Ghadir-hadithen. När Muawiya I träffade viktiga personligheter i Medina 670 för att få dem att svära lojalitet till Yazid I, gav Abdullah ett negativt svar och han betonade då Ahl al-Bayts rätt till ledarskap och kalifat.
Abdullah var den första muslimen som föddes i Etiopien, och han var en son till den berömde Ja'far, som var en 10 år äldre broder till Ali ibn Abi Talib och anses av muslimer ha varit en hjälte under islams början. Abdullah var gift med Zainab bint Ali, och tillsammans fick de fem barn som hette Ali, Aun, Muhammad, Abbas och Umm Kulthum. Han är känd för att ha varit en generös man och poeter brukade prisa honom. Han dog år 709.